# Срънско
Сръ̀нско е село в Южна България, община Ардино, област Кърджали.

## География
| Население по години | Население по години |
| ------------------- | ------------------- |
| 1934 г.             | 385 души            |
| 1946 г.             | 401 души            |
| 1956 г.             | 345 души            |
| 1975 г.             | 271 души            |
| 1985 г.             | 259 души            |
| 1992 г.             | 175 души            |
| 2001 г.             | 93 души             |
| 2011 г.             | 77 души             |
| 2019 г.             | 73 души             |

Село Срънско се намира в източната част на Западните Родопи, на 10 – 15 км западно от границата им с Източните Родопи, на около 25 km югозападно от град Кърджали и 5 km юг-югозападно от град Ардино.
Селото отстои на около километър източно от село Бял извор. Разположено е в родопския Жълти дял, в долината на малка река, ориентирана в направление запад-изток, и по южния склон на ограждащото долината от север възвишение. Надморската височина при входната пътна табела на село Срънско, срещу стара крайпътна чешма, е около 604 m. На около 5 km югоизточно от селото се намира връх Алада (1240,5).

## История
Селото – тогава махала с име Джами джедит атик – е в България от 1912 г. Преименувано е на Срънско с министерска заповед № 3775, обнародвана на 7 декември 1934 г., признато е от махала за село с министерска заповед № 1014, обнародвана на 11 май 1942 г.
Към 31 декември 1934 г. към махала Срънско спадат махалите Бирник (Емирлер) и Ени махле.

## Население
Преброяване на населението през 2011 г.
Численост и дял на етническите групи според преброяването на населението през 2011 г.:
|                     | Численост | Дял (в %) |
| Общо                | 77        | 100,00    |
| Българи             | 3         | 3,89      |
| Турци               | 73        | 94,80     |
| Цигани              | 0         | 0,00      |
| Други               | 0         | 0,00      |
| Не се самоопределят | 0         | 0,00      |
| Неотговорили        | 1         | 1,29      |

## Религии
Изповядваната религия в село Срънско е ислям.

## Обществени институции
Село Срънско към 2020 г. е център на кметство Срънско.
Молитвеният дом в село Срънско е джамия.